# クリストファー・B・ランドン
クリストファー・B・ランドン（Christopher B. Landon、1975年2月27日 - ）は、アメリカ合衆国の脚本家、映画監督。

## 作品

### 映画
- アナザー・デイ・イン・パラダイス Another Day in Paradise（1999年）- 脚本
- ディスタービア Disturbia（2007年）- 原案・脚本
- ブラッドウルフ Blood & Chocolate（2007年）- 脚本
- バーニング・パームズ Burning Palms（2010年）- 監督・脚本
- パラノーマル・アクティビティ2 Paranormal Activity 2（2010年）- 脚本
- パラノーマル・アクティビティ3 Paranormal Activity 3（2011年）- 脚本・製作
- パラノーマル・アクティビティ4 Paranormal Activity 4（2012年）- 脚本・製作総指揮
- パラノーマル・アクティビティ/呪いの印 Paranormal Activity:The Marked Ones（2014年）- 監督・脚本
- ゾンビーワールドへようこそ Scouts Guide to the Zombie Apocalypse（2015年）- 監督・脚本
- ヴァイラル Viral（2016年）- 脚本
- ハッピー・デス・デイ Happy Death Day（2017年）- 監督
- ハッピー・デス・デイ 2U Happy Death Day 2U（2019年）- 監督・脚本
- ザ・スイッチ Freaky（2020年）- 監督・脚本
- パラノーマル・アクティビティ7 Paranormal Activity: Next of Kin（2021年）- 脚本・製作総指揮
- ベスト・フレンズ・エクソシズム My Best Friend's Exorcism（2022年）- 製作
- 屋根裏のアーネスト We Have a Ghost（2023年）- 監督・脚本・製作総指揮
- タイムカット Time Cut（2024年) - 製作
- DROP/ドロップ Drop（2025年） - 監督
- ハートアイズ Heart Eyes（2025年）- 脚本・製作

### ドラマ
- ダーティ・セクシー・マネー Dirty Sexy Money（2007年 - 2009年）- 脚本・製作